# 米歇爾·卡蒂
米歇爾·卡蒂（1855年4月5日—1914年7月4日），是一位義大利藝術家，被認為是美好年代最重要的西西里風景畫家之一。卡蒂的大部分作品仍由私人收藏，剩餘的被巴勒莫现代艺术画廊、齐托别墅和众多画廊收藏。